# Употреба органофосфата у терапији
Употреба органофосфата у терапији и пред њиховог доказаног токсичног дејства на организам људи, показала се корисна код одређених патолошких стања, наравно у другојачијим дозама и начинима примене, од оних за пестициде.

## Опште разматрања
Неколико органофосфатних једињења, који се користе и као инсектициди, чије је дејство истраживано у хуманој терапији заснивало се пре свага на дејству холинестеразе (која у великим дозама чини ефикасаним неки пестицид), да може бити користна у другим дозама за лечење деменције у медицини.
Метрифонат, је један од препарата из групе ОФЈ који се користи за лечење шистосомијазе, а тренутно пролази и кроз истраживање као лек за лечење примарне дегенеративне деменције.
Органофосфати пиридостигмин и физостигмин који су карбаматне антихолинестеразе већ дуги низ година коришћене су за лечење мијастеније гравис. 
Иако су краткоделујуће антихолинестеразе генерално безбедне, извештаји о њиховом нежељеном дејству су повезани са сличном дејствима након злоупотребе пестицида.
Лек као што је ривастигмин за сада се широко кориси код благе до умерено тешке Алцхајмерове болести. Његова нежељена дејства су мучнина, повраћање и губитак тежине због повећања холинергичке активности. 
Сунг и сарадници су пријавили способност ових супстанци да индукују модулацију никотинског рецептора, и обијаснили да даља истраживања могу резултовати успешним деловање ових лекова даљим развојем ефикаснијих агенаса.

## Историја употребе органофосфата у терапији
- Први органофосфат је синтетисан 1850. године.
- Фостостигмин је коришћен за лечење глаукома у 1870.тим годинама.
- До тридесетих година п20. века синтетички инхибитори холинестеразе коришћени су за лечење скелетних мишића и аутономних поремећаје.
- Неки органофосфати су коришћени у лечењу паркинсонизма. Године 1986, Тестирање је почело 1986. године са тацринеом, првим инхибитор холинестеразе који коришћен за лечење Алцхајмерове болест, прво пуштеним у клиничку употребу 1993. године, а потом неколико година касније повученим из употребе. Крвномождана баријера била је ограничавајући фактор за развој инхибитора холинестеразе у лечењу деменције — Алцхајмерове болести.
- Пиридостигмин је тестиран на умор постполио синдрома, али није показао никакву корист.[6]